# Cleome pruriens
Cleome pruriens là một loài thực vật có hoa trong họ Màng màng. Loài này được Planch. & Triana mô tả khoa học đầu tiên năm 1862.